# Joseph R. Tanner

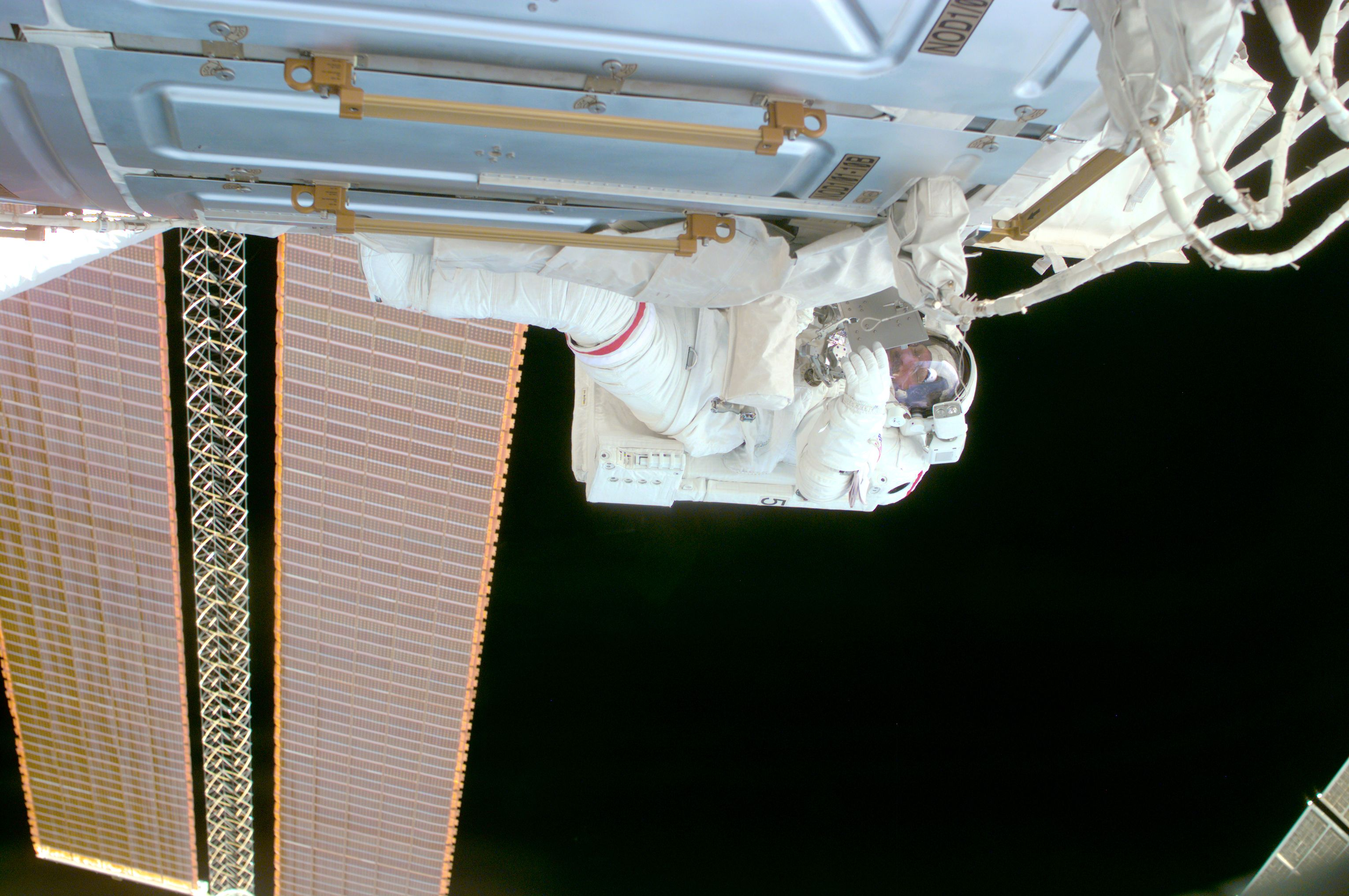
Joseph R. Tanner på rymdpromenad (STS-97)

Joseph R. Tanner, född 21 januari 1950 i Danville, Illinois, är en amerikansk astronaut uttagen i astronautgrupp 14 den 5 december 1992.

## Rymdfärder
- Atlantis - STS-66
- Discovery - STS-82
- Endeavour - STS-97
- Atlantis - STS-115